# سنتز پیرول هانش
سنتز پیرول هانش(به انگلیسی: Hantzsch pyrrole synthesis) یک نام واکنش شیمیایی است که به افتخار شیمیدان آلمانی آرتور رودولف هانش نامگذاری شده‌است. 
در طی این واکنش شیمیایی، یک بتا-کتواستر (۱) با آمونیاک (یا آمین‌های اولیه) و یک آلفا-هالوکتون (۲) واکنش داده و یک استخلاف پیرول (۳) تشکیل می‌دهد. 

## سازوکار واکنش
در زیر یک سازوکار منتشر شده برای این واکنش نشان داده شده‌است: 